# (18152) Heidimanning
(18152) Heidimanning est un astéroïde de la ceinture principale.

## Description
(18152) Heidimanning est un astéroïde de la ceinture principale. Il fut découvert le 29 juillet 2000 à la station Anderson Mesa par le programme LONEOS. Il présente une orbite caractérisée par un demi-grand axe de 3,05 UA, une excentricité de 0,06 et une inclinaison de 9,3° par rapport à l'écliptique.

## Compléments